# Jesu undervisning enligt Nya testamentet

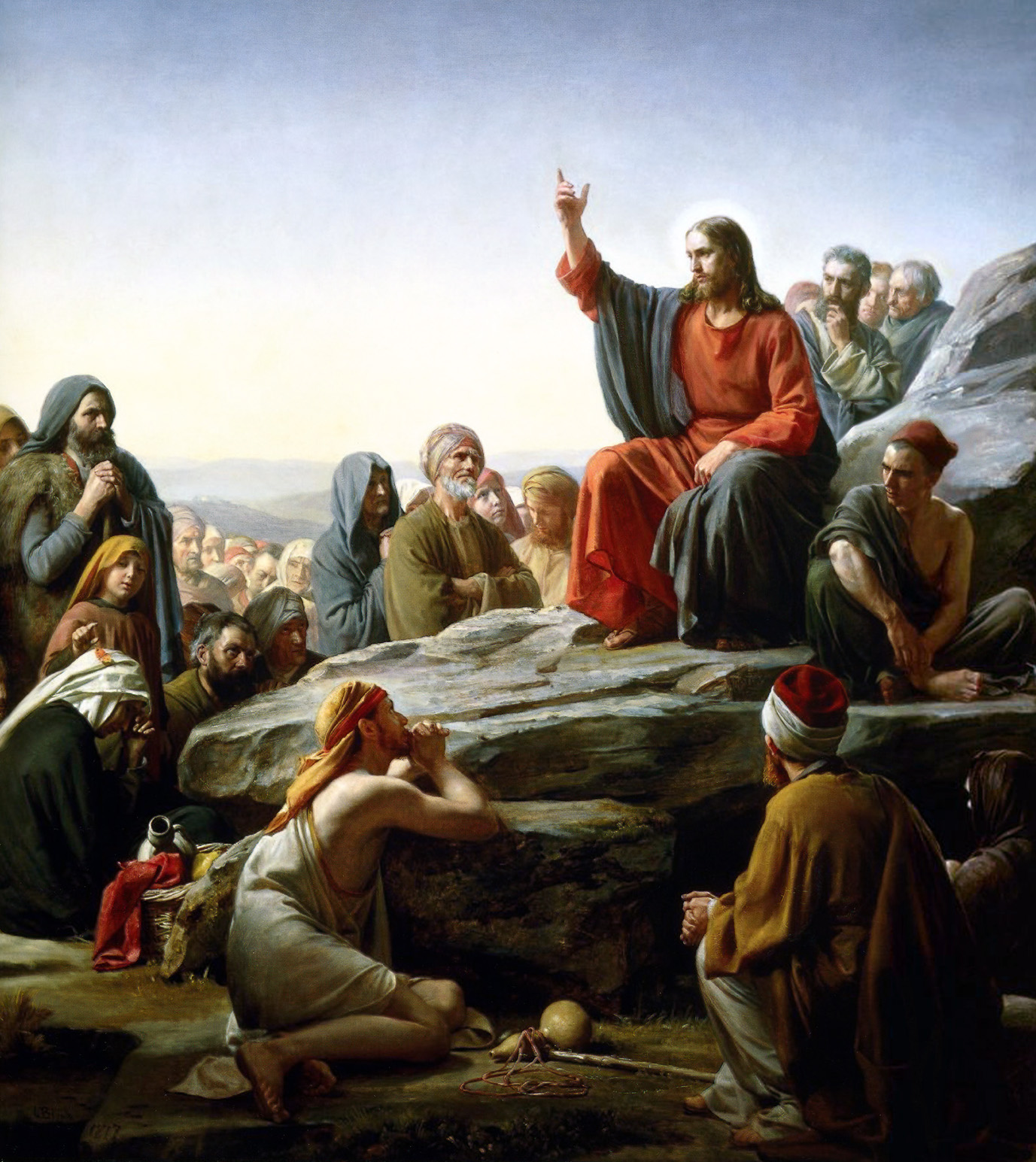
Bergspredikan

Denna framställning av Jesu undervisning utgår från Nya testamentet. Nya testamentets tillförlitlighet på denna punkt diskuteras i artikeln Jesus. Tillförlitligheten ur historievetenskaplig synvinkel presenteras i artikeln Jesu historicitet.

## Etik

### Dubbla kärleksbudet
Jesus lyfter som det största budet fram kärleken till Gud: ”Du skall älska Herren din Gud av hela ditt hjärta och av hela din själ och av hela ditt förstånd” (Matt. 22:37. Citat från 5 Mos. 6:5). Det näst viktigaste anser han vara kärleken till nästan: ”Du skall älska din nästa som dig själv” (v. 39. Citat från 3 Mos. 19:18). Dessa två bud tillsammans kallas Dubbla kärleksbudet.

### Bergspredikan–Saligprisningarna,Fader vår,Gyllene regeln
Jesu etiska undervisning har av Matteus koncentrerats i Bergspredikan och av Lukas i Slättpredikan. Bergspredikan inleds med enkla och ödmjuka människor prisas saliga – Saligprisningarna, Jesu lärjungar sägs vara jordens salt och världens ljus, Jesus betonar att Lagen/Torah/Moseböckerna inte skall gå under eller upphävas, utan fullbordas. Sedan följer ett stycke där Jesus skärper buden: avseende mord, äktenskapsbrott, eder, vedergällning och kärlek. Det är bland annat här han lär oss att vända andra kinden till. I kapitel 6 undervisar han bland annat om bön och lär oss bönen Fader Vår. I sjunde kapitlet återfinner vi bland annat Gyllene regeln – en princip för användning av empati vid etiska ställningstaganden: ”Allt vad ni vill att människorna skall göra er, det skall ni också göra dem”

## Vem är Jesus?

### Sträng och barmhärtig

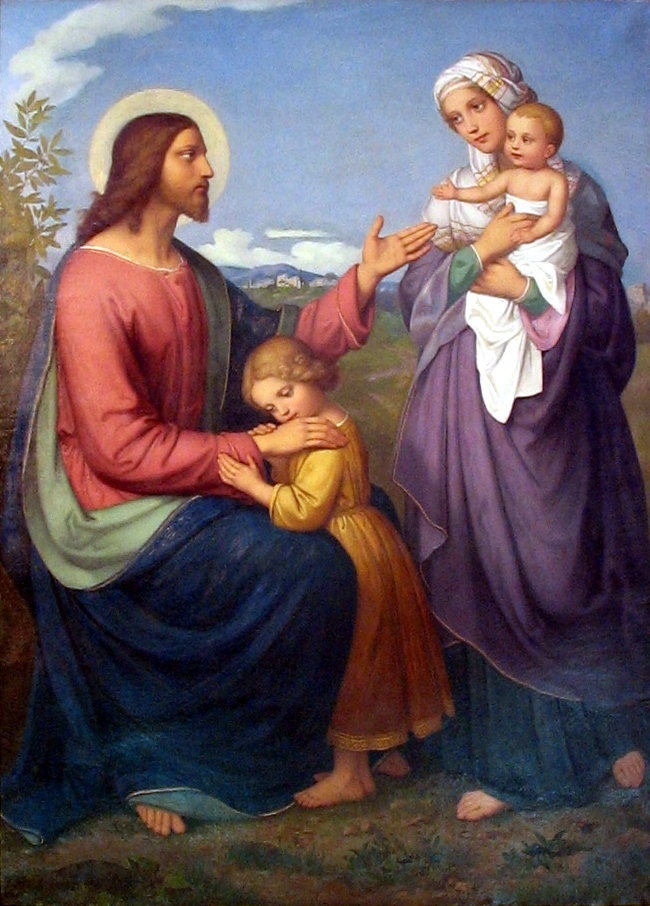
Jesus välsignar barnen.

Jesus var minst lika sträng och radikal som Johannes Döparen. När man läser hans etiska undervisning, inser man att han hade mycket stränga krav på hur människor skall leva och han drog sig inte för att hota med helvetets eld om man inte når upp till normen. Han tolererade inga brister, utan krävde fullkomlighet, ingenting mindre (Matt. 5:48). Samtidigt kunde han vara väldigt barmhärtig mot dem som kom till korta och han tog ofta deras parti. Han tyckte om att umgås med sådana människor, som andra såg ner på. Men för den skull accepterade han inte deras synder. När han förlåtit någon, kunde han säga: ”Gå, och synda inte mer!” (Joh. 8:11).

### Man kan intefrälsasig själv
Varför är Jesus både sträng och barmhärtig? Det finns något paradoxalt i detta. Det tycks som om Jesus är sträng, för att visa, att det inte går att frälsa sig själv, att man aldrig kan bli fullkomlig. Ja, han säger rakt ut, att man inte av egen kraft kan ta sig in i himmelriket (Matt. 19:25–26). De människor Jesus blir mest upprörd på, är de också som tror sig kunna just det (Luk. 18:9–14). Man måste bli som ett barn, för att komma in i Guds rike – liten, behövande och mottaglig (Matt 18:3). 

### Jesus ärFrälsaren
Istället menar sig Jesus kunna frälsa människor. Jesus är den som förlåter synder (Luk. 5:24–25) och som ger evigt liv (Joh 10:28). Det är den som tror på honom, som får evigt liv (Joh 6:40). Men den som inte tror på Jesus, skall dö i sina synder (Joh. 8:24). Det liv Jesus ger beskrivs på olika sätt: Som levande vatten, som blir en källa i ens inre, så att man aldrig mer blir törstig (Joh 4: 10–14; 7:38), som livets bröd (Joh 6:35), som ljus (Joh. 8:12). Det är Sonen som skall göra oss fria (Joh 8:36).

### Självuppfattning
Om det är Jesus som kan frälsa oss, är det naturligtvis viktigt vem han är. Det tycks mycket viktigare än hur vi lever. Det är detta han frågar sina lärjungar: ”Vem säger ni att jag är?” (Matt 16:15). 

### Människosonen
Vem gör då Jesus egentligen anspråk på att vara? Det ord han tycker om att använda om sig själv är ”Människosonen”. Det syftar på en profetia i Daniels bok (7:9–14). Där sägs: ”I min syn om natten såg jag, och se, en som liknade en människoson (arameiska: bar-enásh) kom med himmelens skyar, och han närmade sig den Gamle och fördes fram inför honom. Åt honom gavs makt och ära och rike, och alla folk och stammar och språk måste tjäna honom. Hans välde är ett evigt välde som inte skall ta slut, och hans rike skall inte förstöras.” (v. 13–14) Genom användningen av namnet ”Människosonen” gör Jesus alltså anspråk på att vara en person, som står Gud nära, och som skall få ett evigt rike. Detta stämmer med förkunnelsen om Guds rike (i Matteus: Himmelriket), som också är central i Jesu förkunnelse. Detta rike är något som kommer med Jesus och som tycks fast knutet till hans person (Mark. 1:14–15; Luk 4:16–21).

### Liknelser
Jesus tycker om att beskriva Guds rike i liknelsens form. En liknelse är en berättelse som i symbolisk, förebildlig form visar på något annat. Matteus har sammanställt några viktiga liknelser i kapitel 13: Liknelsen om fyrahanda sädesåker (här motiverar Jesus också användningen av liknelser – v. 1–23), liknelsen om ogräset (v. 24–30, 36–43), om senapskornet och om surdegen (v. 31–35). På samma sätt har Lukas sammanställt några viktiga liknelser i kap. 15: Liknelsen om det förlorade fåret (v. 1–7), om det förlorade myntet (v. 8–10) och om den förlorade sonen (v. 11–32).

### GudsSon
Jesus bejakar vid några enstaka tillfällen att han är Guds son (Matt 11:27; 16:15–17; Mark. 14:61–62). 

### Jag är
I Johannes evangelium talar Jesus gärna om sin nära relation till Gud Fader (Joh. 3:13; 6:46; 10:30; 14:7–11). Han säger sig vara ett med Fadern (Joh 10:30) och ha kommit ner från himmelen (Joh. 3:13). Han säger sig också ha träffat Abraham, som levde cirka 2000 år tidigare (Joh. 8:56–58). Jesus tycks också på ett subtilt sätt använda sig av Gudsnamnet ”Jag är” från 2 Mos. 3:14 (Mark. 14:61–62; Joh. 8:24, 28, 58), vilket ibland får oväntade effekter (Joh. 18:1–6). Hos Johannes möter vi också jag-är-ord, där Jesus säger sig vara något mer precist. Jesus säger sig på detta sätt vara livets bröd (Joh 6:35, 48), världens ljus (Joh 8:12), dörren till fåren (Joh 10:7), den gode herden (Joh 10:14), vägen och sanningen och livet (Joh 14:6), och den sanna vinstocken (Joh 15:1).

### Jesus utövar sådant som är förbehålletGud
Jesu sätt att tala visar också att han menar sig vara Gud. Till skillnad från Gamla Testamentets profeter, som sade "Så säger Herren", uttalade sig Jesus ofta i jag-form. I Bergspredikan kommenterar han inte Lagen/Torah/Moseböckerna, utan uttrycker sig som om han stod på samma nivå som den Gud som en gång givit lagen: ”Ni har hört att det blev sagt till fäderna ... jag säger er ...” (Matt. 5:21–22). Han talade ”med makt och myndighet” och inte som sin samtids andra religiösa lärare (Matt. 7:28–29). Dessutom förlåter han synder – något som naturligtvis bara Gud kan göra, eftersom synd är en förseelse riktad mot Gud (Luk. 5:24–25).

## Tidens slut
Mot slutet av sin verksamhet undervisade Jesus om tidens slut. Han säger, att han skall komma tillbaka och hämta de troende till sig. Och han skall döma alla efter deras gärningar. Men innan dess skall svåra tider komma. Templet skall rivas ner och Jerusalem förstöras. Det gäller att vara på sin vakt, ty falska gestalter kommer att uppträda och säga sig vara Messias (Matt. 24–25; Mark. 13; Luk. 21:5–38).
Källor: Harald Riesenfeld (1969, 1989), ”Nytestamentlig teologi”, i: En bok om Nya Testamentet, ed. Birger Gerhardsson, s. 357–459.
Henry Clarence Thiessen, (1979), Lectures in Systematic Theology, Grand Rapids, Michigan: Eerdmans.